# Резня в Нир-Озе
Резня в Нир-Озе (ивр. הטבח בניר עוז‎) — массовые убийства, произошедшие на праздник Симхат Тора 7 октября 2023 года в рамках внезапного нападения ХАМАСа на Израиль, в ходе которого боевики террористической организации ХАМАС из сектора Газа вторглись в кибуц Нир-Оз на юге Израиля, убивая десятки его жителей, сжигая дома и похищая мирных жителей.

## Ход событий
7 октября 2023 года на праздник Симхат Тора в ходе внезапного нападения на Израиль боевики террористической организации ХАМАС из сектора Газа вторглись в кибуц Нир-Оз.
Всё началось с того, что около 06:30 утра жители кибуца Нир-Оз проснулись от сигналов тревоги, а на территорию кибуца упали десятки снарядов. После того как жители заперлись в укрытиях, они начали понимать, что это не просто обстрел, а ещё и проникновение террористов в кибуц. В 6:49 кибуц через северные ворота атаковало примерно 300—530 террористов, им противостояли 7 членов отряда безопасности и несколько гражданских с оружием.
Хамасовцы использовали огромное количество боеприпасов различных типов. В отличие от того, что произошло в Беэри и Кфар-Азе, в Нир-Озе не было крупного боя с силами ЦАХАЛа, которые начали входить в кибуц в полдень. Террористы оставались в кибуце долгие часы и убивали целые семьи, включая стариков и маленьких детей.
Террористы прибыли подготовленными с аэрофотоснимками кибуца — и знали, где находится машина скорой помощи, где находится автомобиль начальника местной охраны, и были готовы к ожидаемым очагам сопротивления. Первым огненным ударом в кибуце стал взрыв машины скорой помощи и автомобиля начальника местной охраны.
На звонки членов кибуца в Маген Давид Адом и полицию был получен ответ, что никто не придёт. На звонки в армию не ответили вообще. Дежурный отряд кибуца и те, кто имел при себе оружие, столкнулись с сотнями террористов.
По свидетельствам жителей, семьи были убиты и сожжены, а дома взрывались с помощью газовых баллонов.
Помимо боёв членов дежурного отряда и других жителей кибуца, принимавших в них участие, в течение дня семьи кибуца боролись с террористами, которые пытались выломать двери защитных комнат. Многие изо всех сил хватались за ручку, пытаясь спастись внутри, других простреливали через дверь, когда они пытались её защитить. Более 10 часов члены кибуца находились без защиты. После первоначального вторжения террористов простые палестинские жители сектора Газа, включая женщин и детей, также вторглись в кибуц и ходили от дома к дому, чтобы грабить и воровать у всех, кто приближался, расстреливая тех, кто сопротивлялся, и сжигая дома, когда было похищено всё что нужно.
Только через 40 минут после того, как террористы покинули кибуц, в него в 13:10 вошли солдаты Армии обороны Израиля. Выжившие члены кибуца были эвакуированы в Эйлат.

## Жертвы резни
В отчёте военного корреспондента сообщается, что «около четверти жителей Нир-Оза были убиты, похищены или очень серьёзно ранены. Тем, кто выжил, некуда вернуться».
Боевики убили семью Кедем в их безопасной комнате в Нир-Оз: Тамар Кедем Симан Тов; её муж Йонатан (Джонни); её свекровь; две шестилетние дочери, Шахар и Арбель; и сын Омер, 4-х лет.
Убийство пожилой жительницы кибуца было снято на видео и размещено на её странице в Facebook её убийцами. Как отметила её внучка: «Моя бабушка, весь мой мир, свет моей жизни, жительница кибуца Нир-Оз, вчера была зверски убита террористом в своем доме. В 7 утра я увидела кошмар всей своей жизни. Террорист пришел к ней домой, убил её, забрал телефон, снял этот ужас и опубликовал на её странице в Facebook. Вот как мы это узнали. Самое чистое на свете, свет моей жизни, весь мой мир — моя бабушка. Я не могу поверить, что это реальность».
После расследования резни СМИ сообщили, что примерно четверть жителей кибуца были захвачены в заложники или убиты. Всего было убито 47 человек. 65 живых были захвачены в заложники, также похищено 9 тел погибших. На 16 марта 2025 года 14 жителей Нир-Оза оставались в Газе, из них только 9 были живы. Были разрушены все дома, за исключением шести зданий. Среди жертв были также граждане Таиланда и Танзании, работавшие и жившие в кибуце: 12 из них были убиты, а 5 захвачены в заложники. Также у въезда в кибуц были убиты 6 израильтян, участвовавших в проходившем неподалёку музыкальном фестивале Psyduck и пытавшихся укрыться в кибуце.

## Похищение в Газу
Помимо резни, террористы ХАМАСа похитили десятки жителей кибуца в Газу, в том числе мать и двоих её маленьких детей. Отец семейства, который был с ними дома, пропал, его судьба неизвестна Также были похищены бабушка и семья из пяти человек, а также 85-летняя Яффа Адер, похищение которой тщательно расследуется из-за её фотографий, опубликованных во время похищения.
Польско-израильский историк Алекс Данциг оказался среди похищенных из Нир-Оза.
Среди похищенных террористами ХАМАСа оказался 86-летний Арье Залманович, один из основателей кибуца Нир-Оз, который нуждается в лечении из-за медицинских проблем. 17 октября, как элемент новейшей тактики психологической войны, террористы опубликовали видео с заложником.
21 ноября террористы из «Бригад „Аль-Кудс“» («Исламского джихада») сообщили о смерти украденной ими из Нир-Оза Ханны Кацир 77 лет. Спустя три дня оказалась, что террористы обманули и она жива.

### Похищение Нои Дан и её бабушки
Среди похищенных хамасовскими террористами оказалась аутичная 13-летняя девочка Ноя Дан и её 80-летняя бабушка Кармела Дан. Девочка получила всемирную известность после того, как писательница Джоан Роулинг, автор книг о Гарри Поттере, опубликовала фотографию Нои и написала: 

Похищение детей — это отвратительно и не может иметь никакого оправдания. По понятным причинам эта фотография меня поразила. Пусть Ноя и все заложники, захваченные ХАМАСом, побыстрее будут возвращены своим семьям
19 октября их нашли убитыми со следами зверских издевательств. Офер Кальдерон 53-х лет, дядя Нои, а также двое его детей, 16-летняя дочь Саар и 12-летний сын Эрез, были похищены..

### Убийство заложников
1 декабря 2023 года стало известно, что в плену у террористов ХАМАСа умерло четыре похищенных во время резни в Нир-Озе, а тела убитых мирных жителей террористы оставили у себя:
- Арье Залманович (85 лет) родился в Хайфе. Он являлся одним из основателей кибуца и многие годы работал на благо кибуца. В рамках своей психологической войны террористы ХАМАСа за месяц до убийства опубликовали видео с ним, где было видно тяжёлое состояние пожилого мужчины[22].
- Майя Горен (56 лет) была учительницей в Нир-Озе, утром в день резни обустраивала детский сад, и была похищена. В тот же день террористы убили её мужа Авнера в их доме. ХАМАС сделал сиротами четверых их детей в возрасте 18, 21, 23 и 25 лет[22].
- Ронен Энгель (54 года) был фотографом, а также волонтёром в службе медицинской помощи. Его жену Карину Энгель-Барт (51 год) и двух дочек Мику (18 лет) и Юваль (11 лет) Израиль смог выменять на девятерых палестинских преступников после 52 дней неволи[22].
- Элияху Маргалит (75 лет) — его в последний раз видели утром в день резни, когда он кормил своих лошадей. Его дочь Нили Маргалит, медсестра больницы «Сорока», провела в неволе 55 дней, и Израиль смог выменять её на троих палестинских преступников[22].

22 декабря 2023 года сообщили, что террористы убили похищенного Гади Хагая, а тело оставили у себя в секторе Газа. У убитого осталось четверо детей и семь внуков, а его супруга до сих пор в неволе у террористов.

## После резни
Вечером в субботу с 14 по 15 октября военные самолёты Армии обороны Израиля в секторе Газа атаковали и ликвидировали Билала аль-Кадера, командира в бригаде «Изз ад-Дин аль-Кассам», который был ответственен за массовые убийства в Нир-Озе и Нириме.
Большинство выживших сконцентрировались после резни в отеле Yisrotel Red Sea в Эйлате. Чтобы восстановить кибуц, был открыт благотворительный фонд, который по состоянию на 17 октября уже собрал около 4 500 000 шекелей.
Жители Нир-Оза заявили также в СМИ, что призывают правительство сделать всё для благополучного возвращения похищенных.

### Реакции России на убийства и похищения граждан РФ
В семье Труфановых одного человека убили террористы ХАМАСа, а четырёх похитили в неволю во время резни в кибуце Нир-Оз. В связи этим в ФСБ Российской Федерации муниципальным депутатом из Санкт-Петербурга Сергеем Самусевым был написан запрос, который потребовал от службы безопасности расследовать сделанное ХАМАСом и квалифицировать их действия (убийства и похищения людей) как терроризм. Однако в ответ Отдел по защите конституционного строя и борьбе с терроризмом Федеральной службы безопасности Российской Федерации заявил, что «Оснований для принятия органами федеральной службы безопасности мер реагирования в настоящее время не имеется».

### Освобождение заложников
24 ноября удалось вызволить девять человек из плена террористов: Эмилию Алони, Даниэля Алони, Охада Закари, Керен Закари, Рути Мундер, Адину Моше, Маргалит Мозес, Ханну Кацир и Яффу Адар. 5-летняя Эмилия Алони с мамой Даниэль в день резни в Нир-Озе приехали туда из Явне к сестре Даниэль. 8-летний Охад Закари и его мама Керен тоже приехали в Нир-Оз из Кфар-Сабы к бабушке и дедушке. Ребёнок был вынужден отметить своё 9-летие в неволе. Бабушка тоже была освобождена, а дедушка Авраам всё ещё у ХАМАСовцев. Адина Моше, 72 лет, тоже была похищена из дома в Нир-Озе. Её муж Саид Давид Моше создал известную на весь Израиль сельскохозяйственную компанию «Дод Моше». Он был убит террористами. Маргалит Мозес, 77 лет, помогавшая вязанием шапок для младенцев в больнице «Тель-а-Шомер», тоже была похищена из Нир-Оза. Ханна Кацир, 77 лет, является основательницей Нир-Оза, а её муж Рами был убит в резне в Нир-Озе на её глазах в доме, где они вместе прожили 55 лет. Их сын или в плену, или был убит. 85-летняя Яффа Адар со своим внуком Тамиром Адаром была похищена из Нир-Оза, внук до сих пор у террористов в неволе.
27 ноября смогли выменять у террористов ещё 11 похищенных, и после 50 дней тьмы свет увидели: Эма Кунио (3 года), Юли Кунио (3 года), Шарон Кунио-Алони (34 года), Юваль Энгель-Барт (11 лет), Мика Энгель-Барт (18 лет), Карина Энгель-Барт (53 года), Ягиль Яаков (13 лет), Ор Яаков (16 лет), Эрез Кальдерон (12 лет), Саар Кальдерон (16 лет), Эйтан Яаломи (12 лет).

## Память
7 ноября 2023 года по всему Израилю был объявлен «День гражданского траура».